# William Scranton
William Warren Scranton, född 19 juli 1917 i Madison, Connecticut, död 28 juli 2013 i Montecito, Kalifornien, var en amerikansk republikansk politiker och diplomat. Han var ledamot av USA:s representanthus 1961–1963. Han var sedan Pennsylvanias guvernör 1963–1967. Han var USA:s FN-ambassadör 1976–1977.
Scranton avlade 1939 grundexamen vid Yale University. Han deltog i andra världskriget i US Army Air Corps. Han avlade sedan 1946 juristexamen vid Yale Law School.
Scranton besegrade sittande kongressledamoten Stanley A. Prokop i kongressvalet 1960. Han besegrade sedan demokraten Richardson Dilworth i guvernörsvalet i Pennsylvania 1962. Han efterträddes 1967 som guvernör av Raymond P. Shafer.
Scranton efterträdde 1976 Daniel Patrick Moynihan som FN-ambassadör. Han efterträddes följande år av Andrew Young.